# 长腹蒙蛛
长腹蒙蛛（学名：[Mendoza elongata] 错误：{{Lang}}：文本有斜体标记（帮助）），又名箭形蝇虎或长腹蝇狮，为跳蛛科蒙蛛属的动物。分布于朝鲜、日本、台湾岛以及中国大陆的黑龙江、北京、山西、陕西、江苏、浙江、湖北、湖南、福建、四川、贵州等地，主要栖息于果园、稻田等。其种加词“elongata”意为“长的”。